# چشم‌کبوتری کارناوال
چشم‌کبوتری کارناوال (نام علمی: Ochna serrulata) نام یک گونه از سرده چشم‌کبوتری‌ها است.